# ISIC
L'ISIC, International Standard Industrial Classification of All Economic Activities, è una classificazione delle attività economiche definita dalla Divisione Statistica delle Nazioni Unite.
Si tratta di una classificazione alfa-numerica con diversi gradi di dettaglio: le lettere indicano il macro-settore di attività economica, mentre i numeri (che vanno da due fino a sei cifre) rappresentano, con diversi gradi di dettaglio, le articolazioni e le disaggregazioni dei settori stessi. Le varie attività economiche sono raggruppate, dal generale al particolare, in sezioni (codifica: 1 lettera; vi sono 21 sezioni, dalla A alla U), divisioni (2 cifre), gruppi (3 cifre) e classi.
Ad esempio:
- sezione A: agricoltura, silvicoltura e pesca;
  - divisione 03: pesca e acquacoltura;
    - gruppo 031: pesca;
      - classe 0311: pesca in mare;
      - classe 0312: pesca in acque dolci.